# Paraguay en los Juegos Olímpicos de Múnich 1972
Paraguay estuvo representado en los Juegos Olímpicos de Múnich 1972 por tres deportistas masculinos que compitieron en dos deportes.
El equipo olímpico paraguayo no obtuvo ninguna medalla en estos Juegos.